# Peter Markham Scott

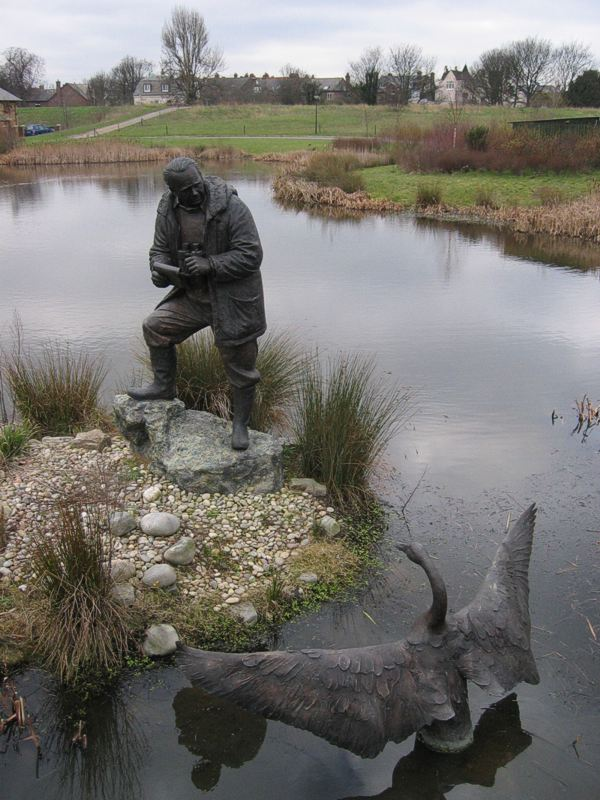
Statue von Sir Peter Scott beim WWT London Wetlands Centre

Sir Peter Markham Scott CH, CBE, DSC, FRS, FZS (* 14. September 1909 in London; † 29. August 1989 in Bristol; ⚭ 1942–1951 Elizabeth Jane Howard) war ein britischer Ornithologe, Naturschützer und Maler. Er war das einzige Kind des Antarktisforschers Robert Falcon Scott (1868–1912). Er war ein Halbbruder von Wayland Young, 2. Baron Kennet (1923–2009), und sein Patenonkel war der Dramatiker Sir James Matthew Barrie (1860–1937).

## Leben
Markham Scott wurde an der Oundle School und der University of Cambridge ausgebildet und machte seinen Abschluss 1931 am Trinity College. Er erbte die künstlerische Begabung seiner Mutter Kathleen Markham Scott, 1933 war seine erste Ausstellung in London. Als sehr guter Segler repräsentierte er die britische Mannschaft bei den Olympischen Spielen 1936 in Berlin und gewann im Segeln die olympische Bronzemedaille in der Einmann-Olympiajolle.
Während des Zweiten Weltkriegs diente Markham Scott in der Royal Navy, wie es sein Vater schon getan hat. Er kämpfte dort zunächst auf Zerstörern im Nordatlantik und später als Kommandeur einer Kanonenbootsflotille im Ärmelkanal gegen deutsche Schnellboote. 1945 stellte er sich als Kandidat der Parlamentswahl in Wembley für die Konservative Partei, jedoch erfolglos. Er gründete 1948 den Severn Wildfowl Trust, heute Wildfowl and Wetlands Trust in Slimbridge, Gloucestershire, mit der er bis zu seinem Tode immer in sehr engem Kontakt stand. In den folgenden Jahren leitete er diverse ornithologische Expeditionen weltweit und wurde mit lehrreichen Fernsehauftritten bezüglich Wildenten und -gänsen in den Auen sehr populär. Er schrieb und illustrierte diverse Werke über dieses Thema, inklusive seine Autobiographie The Eye of the Wind (1961 bis 1977). 1966 entstand der Dokumentar-Kurzfilm Wild Wings, bei dem Scott am Drehbuch mitwirkte und als Erzähler fungierte. Der von Edgar Anstey produzierte Film erhielt 1967 einen Oscar.
Markham Scott nahm sich 1956 des Segelfliegens an und wurde 1963 britischer Meister. Er wurde 1968 bis 1970 Vorsitzender der British Gliding Association (BGA) und war Präsident des Bristol & Gloucestershire Gliding Clubs. Für die Ausbildung Prinz Philips im Segelfliegen übernahm er die Verantwortung, Prinz Philip blieb noch bis zu seinem Tod Schirmherr der BGA.
Auf der 12 Meter langen Yacht Sovereign nahm er 1964 als Mannschaftsführer an der Segelregatta um den America’s Cup teil, der damals von den USA gehalten wurde, und verlor mit 4:0.
An der University of Birmingham war Markham Scott von 1973 bis 1983 Kanzler. Er war 1961 Mitbegründer des WWF (World Wild Fund for Nature), entwarf dessen Panda-Logo und wurde zum ersten Vorsitzenden ernannt. Er wurde auch Mitglied in der Royal Society in London. Eine recht lange Zeit war er Vizepräsident der British Naturalists’ Association, nach seinem Tode wurde ihm zu Ehren der Peter Scott Memorial Award gegründet.
1975 schlug Sir Peter zusammen mit Robert Rines in der Zeitschrift Nature den Namen „Nessiteras rhombopteryx“ für das Ungeheuer von Loch Ness vor. Tauscht man die Buchstaben um, so erhält man die Worte „monster hoax by sir Peter S“.
Scott war zweimal verheiratet. 1942 heiratete er die Schriftstellerin Elizabeth Jane Howard, mit der er die Tochter Nicola hatte, welche ein Jahr später zur Welt kam. Nachdem Howard ihren Mann 1946 verlassen hatte, wurde die Ehe 1951 geschieden.
1951 heiratete er seine Kollegin Philippa Talbot-Ponsonby während einer Expedition nach Island auf der Suche nach Brutstätten der Kurzschnabelgans. Tochter Dafila wurde im selben Jahr geboren, sie wurde ebenfalls Künstlerin. Sohn Falcon kam 1954 auf die Welt.
Nach ihm ist der Peter-Gletscher in der Antarktis benannt.

## Werke
- Morning flight. Country Life, London 1936–44.
- Wild chorus. Country Life, London 1939.
- The battle of the narrow seas. Country Life, White Lion & Scribners, London, New York 1945–74, ISBN 0-85617-788-1.
- Portrait drawings. Country Life, London 1949.
- Key to the wildfowl of the world. Slimbridge 1950.
- Wild geese and Eskimos. Country Life & Scribner, London, New York 1951.
- A thousand geese. Collins, Houghton & Mifflin, London, Boston 1953/54.
- A coloured key to the wildfowl of the world. Royle & Scribner, London, New York 1957–88.
- Wildfowl of the British Isles. Country Life, London 1957.
- The eye of the wind. Hodder, Stoughton & Brockhampton, London, Leicester 1961–77, ISBN 0-340-04052-1, ISBN 0-340-21515-1.
- Animals in Africa. Potter & Cassell, New York, London 1962–65.
- My favourite stories of wild life. Lutterworth 1965.
- Our vanishing wildlife. Doubleday, Garden City 1966.
- Happy the man. Sphere, London 1967.
- Atlas en couleur des anatidés du monde. Le Bélier-Prisma, Paris 1970.
- The wild swans at Slimbridge. Slimbridge 1970.
- The swans. Joseph, Houghton & Mifflin, London, Boston 1972, ISBN 0-7181-0707-1.
- The amazing world of animals. Nelson, Sunbury-on-Thames 1976, ISBN 0-17-149046-0.
- Observations of wildlife. Phaidon & Cornell, Oxford, Ithaca 1980, ISBN 0-7148-2041-5, ISBN 0-7148-2437-2, ISBN 0-8014-1341-9.
- Travel diaries of a naturalist. Collins, London 1983, ISBN 0-00-217707-2, ISBN 0-00-219232-2, ISBN 0-00-219554-2.
- The crisis of the University. Croom Helm, London 1984, ISBN 0-7099-3303-7, ISBN 0-7099-3310-X.
- Conservation of island birds. Cambridge 1985, ISBN 0-946888-04-3.
- The art of Peter Scott. Sinclair-Stevenson, London 1992 p. m. ISBN 1-85619-100-1.